# Maconellicoccus multipori
Maconellicoccus multipori är en insektsart som först beskrevs av Takahashi 1951.  Maconellicoccus multipori ingår i släktet Maconellicoccus och familjen ullsköldlöss. Inga underarter finns listade i Catalogue of Life.